# 大仁温泉

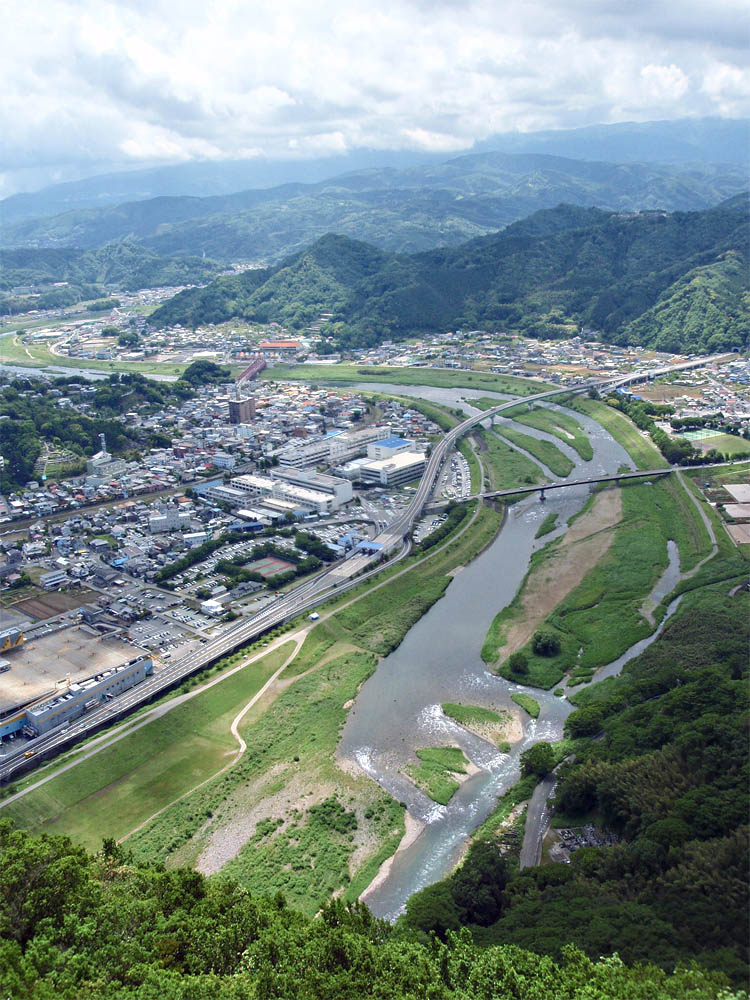
狩野川の左岸が大仁温泉地区

大仁温泉（おおひとおんせん）は、静岡県伊豆の国市（旧国伊豆国）にある温泉。源泉は狩野川を挟んだ伊豆市瓜生野地区にあり（後述）、こちら側では新修善寺温泉と呼ぶ。

## 泉質
- ナトリウム・カルシウム - 塩化物・硫酸塩泉
  - 源泉温度 64°C

## 温泉街
大仁駅から高台にかけて、7軒の旅館が存在する。
近隣の温泉街のような派手さはなく、商店街住宅街の中に旅館があるといった雰囲気である。
近くには、狩野川が流れ、友釣りの発祥の地であることから鮎料理が名物である。共同浴場はなく、旅館の日帰り入浴を利用することになる。温泉街のはずれにある「一二三荘」は、近隣の人が入浴に訪れ共同浴場的な使われ方をしている。

## 歴史
開湯は1949年である。これに先立つ1938年、隣接する大仁鉱山（瓜生野金山）鹿ノ原坑から温泉が湧出し、金の採掘が不可能となった。この温泉の処理に困った鉱山側は、敷地内にヘルスセンターを開設して鉱山労働者と観光客向けに供することとなった。その後、鉱山は計画的な温泉掘削を行い、安定した湯量が得られるようになった。戦後は大仁町（現・伊豆の国市）方面への給湯も開始され、既存の宿泊施設がこの供給を受けることとなった。
なお、ヘルスセンターは1990年代始めに営業を終了し解体撤去された。
瓜生野地区にある温泉「百笑の湯」は「伊豆温泉村」内にあったが、2024年のリニューアルで同施設は改名され複合リゾート施設「修善寺時之栖」内の施設となっている。

## アクセス
- 鉄道：伊豆箱根鉄道駿豆線大仁駅下車